# 川井梨紗子
川井梨紗子（1994年11月21日—）是一名日本角力運動員，主攻自由式摔角58公斤級，現所屬於日本飲料。至學館大學健康科學部健康運動科學科畢業。胞妹川井友香子也是角力運動員。

## 來歷
她的父母都是角力運動員，母親曾經代表日本參加1989年世界角力錦標賽自由式53公斤級。
2015年，代表日本參加2015年世界角力錦標賽，最終闖入決賽並不敵蒙古選手巴特森格·索蓉中保德，獲得亞軍。
2016年，川井於里約舉行的2016年夏季奧林匹克運動會角力比賽女子自由式63公斤級上，以四連勝的姿態摘下金牌，賽後過肩摔教練榮和人作為慶祝方式也引起了話題。同年9月，獲頒石川縣民榮譽賞。11月，獲得紫綬褒章。
2021年，在胞妹川井友香子於2020年夏季奧林匹克運動會女子自由式62公斤級贏得金牌後，她在女子自由式57公斤級項目上也再度獲得金牌，締造姊妹於同屆奧運會上連袂奪金的新猷。

## 外部連結
- 川井梨紗子的X（前Twitter）
- 川井梨紗子的Instagram帳戶
- International Wrestling Database （英文）
- 日本飲料角力部 （页面存档备份，存于） （日語）